# Amomum trichanthera
Amomum trichanthera är en enhjärtbladig växtart som beskrevs av Otto Warburg. Amomum trichanthera ingår i släktet Amomum och familjen Zingiberaceae.
Artens utbredningsområde är Papua Nya Guinea. Inga underarter finns listade i Catalogue of Life.